# Histoire universelle (Hegel)
Pour les articles homonymes, voir Histoire de l'humanité.
L'histoire universelle ou mondiale (allemand : Weltgeschichte) est un concept fondamental de la philosophie de l'histoire et de la philosophie politique d'Hegel.

## Une histoire en mouvement

### Le lien entre l'histoire et l'esprit
Dans la Phénoménologie de l'esprit, Hegel pense le lien entre l'histoire "objective" et le développement subjectif de la conscience, à savoir l'esprit. L'histoire est pour lui "le processus par lequel l'esprit se découvre lui-même". Au commencement de l'histoire, la fin universelle n'est pas consciente pour les peuples ; l'histoire est justement cette prise de conscience progressive de sa fin, elle est la conscientisation de la fin, le passage de l'en-soi au pour-soi. Un moment historique comme la Révolution française marque par exemple la prise de conscience par les hommes de la finalité de l'histoire (la réalisation de la liberté, qui motive la Révolution). Mais cette conscientisation échoue du fait de la Terreur, et, avec Napoléon, c'est la ruse de la raison qui reprend le dessus.
En pensant un sens de l'histoire qui soit mondiale, Hegel affirme que l'histoire est une, et que son sens est celui de la libération progressive de l'humanité. La liberté existe en puissance dès qu'il y a homme, le développement de l'homme favorisant ainsi le développement de la liberté. L'histoire universelle, ou mondiale, va dans le sens d'une libération des hommes, c'est-à-dire vers plus de liberté. 
Hegel ne conçoit pas l'histoire comme déterminée. Il est pour lui rationnel de concevoir que l'irrationnel soit un moteur de l'histoire, qui fonctionne par une auto-négation du négatif inéliminable (le malheur, les crises, les drames...). 

### Un processus progressif
Hegel conçoit l'histoire en mouvement. Pour lui, l'histoire universelle unifie progressivement les histoires particulières des peuples. Les peuples n'ont d'histoire que dès lors qu'ils se constituent en une entité supérieure qu'est l’État. L'histoire universelle est par conséquent essentiellement politique, même si elle est partiellement stimulée par un facteur socio-économique qu'est la réalisation du marché mondial.
L'histoire universelle passe par la constitution d’États dans le monde. Ces États entrent ensuite dans des conflits qui voient les États les plus avancés triompher. Pour Hegel, le triomphe d'un État traduit le fait qu'il soit plus avancé, or le critère d'avancement d'un État est pour lui la vigueur des hommes qui la composent, c'est-à-dire le degré de leur conscience libre, autrement dit, leur capacité d'auto-détermination par la raison.
À la fin de ces confrontations, se manifeste au monde l'esprit qui le régit, cet "esprit-monde" (Weltgeist), dont la réalisation extérieure ou extensive en une histoire repose sur son affirmation intérieure intensifiée comme esprit dans les consciences humaines. L'histoire universelle aboutit à un État socialement libéral, sous la forme d'une monarchie constitutionnelle à l'économie développée.

## Le lien entre le peuple, l’État et le grand homme

### Les transitions entre les peuples
Hegel conçoit un conditionnement géographique de l'histoire. Pour lui, l'esprit s'est levé à l'est, comme le soleil, avant de venir sommeiller dans le continent africain, masse peu pénétrable qui porte le reste du monde et vers lequel l'esprit reviendra ; ensuite, l'histoire parcourt l'Ancien monde, de l'extrême-orient à l'Europe occidentale.
L'histoire suit ainsi la succession des grecs, des romains, des règnes chrétiens et germaniques, avant de partir vers le Nouveau Monde. Chaque nouvelle étape profite du progrès de la précédente. Ces successions reflètent le passage de la liberté publique de la polis à la citoyenneté romaine à la liberté individualiste de la réforme protestante, pour arriver à la liberté civile de l’État moderne.

### Le grand homme
Hegel considère qu'il y a à chaque époque un peuple particulier, le plus avancé dans la conscience de la liberté, qui incarne l'esprit du monde à chaque étape du progrès du monde. Il triomphe alors sur les autres. Ce sont des grands individus ou héros de l'histoire mondiale, comme Alexandre le Grand, César ou Napoléon, qui réalise un réquisit universel de l'objectivation de la liberté. Napoléon, par sa conquête de l'Europe, produit un évènement historique car il exporte l’État bureaucratique rationnel. 